# Тодадзе, Георгий
Георгий (Гоги) Тодадзе (груз. გიორგი თოდაძე, 21 февраля 1945, Тбилиси — 23 января 2020) — грузинский советский режиссёр. Заслуженный деятель искусств Грузинской ССР (1982).

## Биография
Окончил актёрский факультет Театрального института им. Шота Руставели, по окончании служил в Театре им. Коте Марджанишвили. В 1977 году окончил режиссёрский факультет Театрального института им. Шота Руставели.
Воспитал несколько поколений артистов грузинского театра и кино. Руководил Школой-студией «Берикеби», был художественным руководителем Национального дворца учащейся молодежи. Преподавал в Государственном университете театра и кино им. Шота Руставели, профессор.
Уход из жизни Георгия Тодадзе назван одной из главных потерь 2020 года культуры Грузии

## Творчество

### Актёр

#### Театр Марджанишвили
- «Вчера» Шалвы Дадиани (Алеко)
- Константин Гамсахурдиа «Похищение Луны» (Келеш)
- «Память сердца» Александра Корнейчука (Антоний)
- «Таланты и поклонники» Александра Островского (Вася)
- «Женитьба» Николая Гоголя (Степан)
- «Бравый солдат Швейк» Ярослава Гашека (Лукаш)
- «Не бойся, мама» Нодара Думбадзе (Щербина)
- Реваз Габриадзе «Феола» (Боголюбов)

### Режиссура
Поставил около 90 спектаклей

#### Театр Марджанишвили
- «Неисполненное милосердие» Джемаля Мониавы
- «Рана» Лаши Табукашвили
- Кита Буачидзе «Ави — собака во дворе»
- «Восемь любящих женщин» Роберта Томаса
- «Гнездо на девятом этаже» Тамаза Чиладзе (совместно с Григолом Лорткипанидзе),
- «Дон Сезар де Базан» Филиппа Думануа и Адольфа Филиппа Деннера
- «Беда Дариспана» Давида Клдиашвили (совместно с Темуром Чхеидзе)
- Отиа Иоселиани «Человек родился однажды» (совместно с Темуром Чхеидзе)
- «Закон вечности» Нодара Думбадзе
- «Моя Эйфелева башня» Александра Чхаидзе
- Эвридика Жана Ануила
- Шадиман Шаманадзе «Однажды только во сне»
- «Неаполь — город миллионеров» Эдуардо де Филиппо
- «Снова водевили» Рафаэля Эристави
- Фольстаф Уильяма Шекспира
- «Калигула» Альбера Камю
- Кетеван Кучукашвили «Гого Хохесиа»
- «Нацаркекия» Георгия Нахуцришвили
- Памела Трэверс «Мэри Поппинс»

#### Театральный университет
- Нодар Думбадзе «Цыгане»
- Михаил Джавахишвили «Свадьба Курки»

#### Свободный Театр
- Юджин Шварц «Снежная королева»
- Морис Метерлинк «Синяя птица»
- Анна Франк Дневник Анны Франк
- Юджин Шварц «Обыкновенное чудо»